# Margit Gottstein

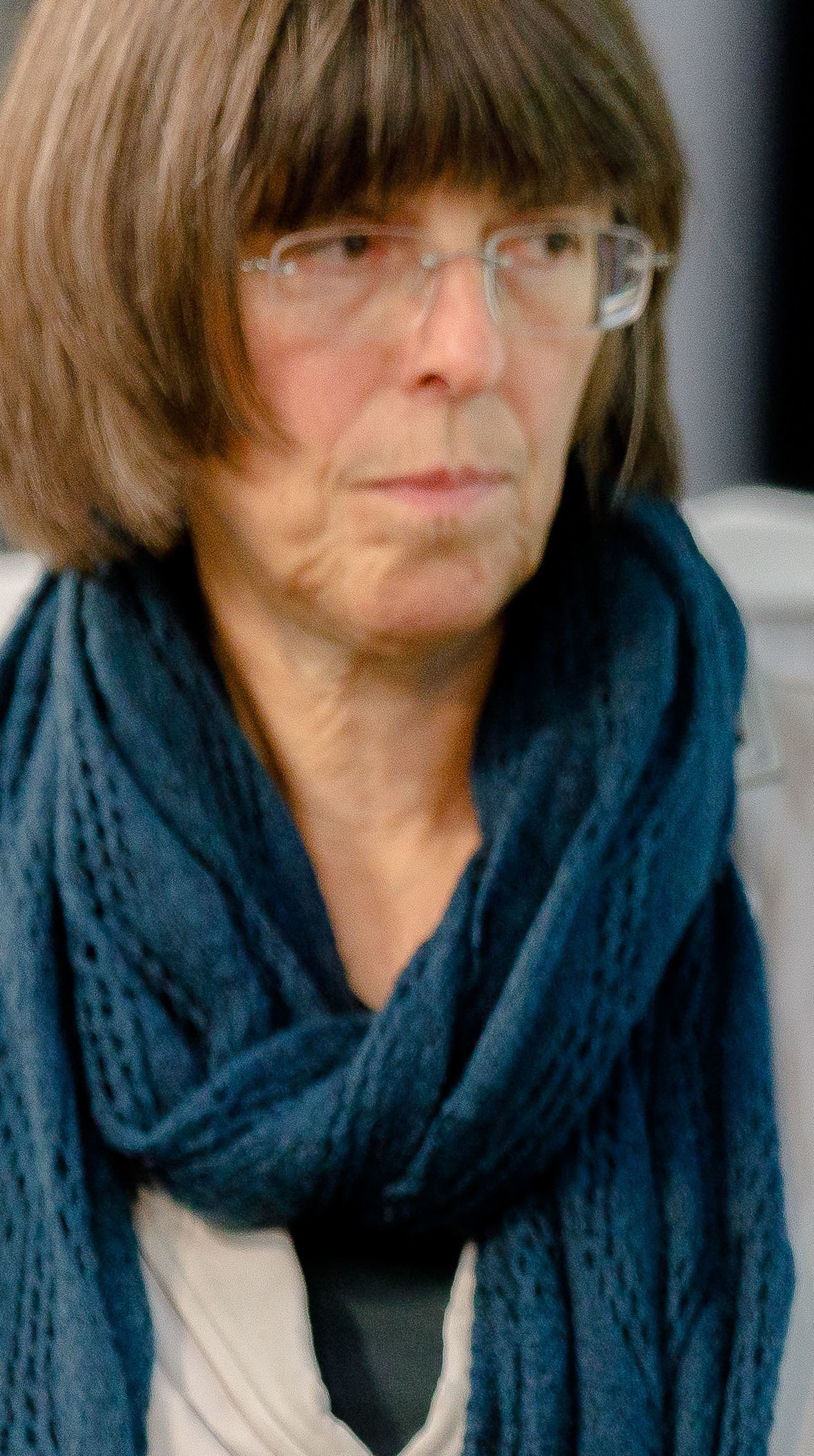
Margit Gottstein, 2018

Margit Gottstein (* 1. November 1960 in Konstanz) ist eine deutsche Politikerin (Bündnis 90/Die Grünen). Sie war von 2021 bis 2024 Staatssekretärin im Bundesministerium für Familie, Senioren, Frauen und Jugend, von 2016 bis 2021 Staatssekretärin in der Senatsverwaltung für Justiz, Verbraucherschutz und Antidiskriminierung des Landes Berlin und von 2011 bis 2016 Staatssekretärin im Ministerium für Integration, Familie, Kinder, Jugend und Frauen des Landes Rheinland-Pfalz.

## Leben

### Ausbildung
Gottstein studierte nach dem Abitur am Staatlichen Aufbaugymnasium Meersburg die Fächer Politikwissenschaft und Germanistik an der Albert-Ludwigs-Universität Freiburg und der Freien Universität Berlin mit Abschluss als Diplom-Politologin im Dezember 1986. Zusätzlich absolvierte sie 2006 eine einjährige Ausbildung zur Mediatorin.

### Berufsweg
Margit Gottstein war im Jahr 1987 als freie Mitarbeiterin in der Zentralen Dokumentationsstelle der Freien Wohlfahrtspflege für Flüchtlinge in Bonn und von 1987 bis 1988 als Mitarbeiterin in der Zentralen Beratungsstelle für ausländische Flüchtling für asylkundliche und soziale Beratung von Flüchtlingen bei der Arbeiterwohlfahrt Berlin tätig. Anschließend wechselte sie 1989 als Mitarbeiterin zum Deutschen Evangelischen Kirchentag. Im Anschluss war sie von 1989 bis 1995 wissenschaftliche Mitarbeiterin im Fachbereich Politische Wissenschaften der Freien Universität Berlin und übte dort Lehr- und Forschungstätigkeiten im Bereich der Migrations- und Flüchtlingsforschung aus.
Danach betätigte sie sich von 1995 bis 1998 als wissenschaftliche Mitarbeiterin bei der Bundestagsabgeordneten Amke Dietert-Scheuer und von 1999 bis 2002 bei der Bundestagsabgeordneten Marieluise Beck sowie gleichzeitig von 1996 bis 2000 als Referentin für Asyl- und Flüchtlingspolitik der Bundestagsfraktion von Bündnis 90/Die Grünen. Von 2000 bis 2004 war sie dort als wissenschaftliche Koordinatorin des Arbeitskreises III (Innen- und Rechtspolitik, Familie, Frauen, Jugend und Petitionen) tätig.
Gottstein wechselte in den Staatsdienst und war von 2004 bis 2011 Referatsleiterin bei der Beauftragten der Bundesregierung für Migration, Flüchtlinge und Integration im Bundeskanzleramt.
Vom 18. Mai 2011 bis zum 17. Mai 2016 amtierte sie unter Ministerin Irene Alt (Bündnis 90/Die Grünen) im Kabinett Beck V und Kabinett Dreyer I als Staatssekretärin im Ministerium für Integration, Familie, Kinder, Jugend und Frauen des Landes Rheinland-Pfalz.
Vom 8. Dezember 2016 bis Dezember 2021 war sie unter Senator Dirk Behrendt (Bündnis 90/Die Grünen) Staatssekretärin für Verbraucherschutz und Antidiskriminierung und Amtschefin in der Senatsverwaltung für Justiz, Verbraucherschutz und Antidiskriminierung.
Im Dezember 2021 wurde Gottstein unter Bundesministerin Anne Spiegel (Bündnis 90/Die Grünen) zur Staatssekretärin im Bundesministerium für Familie, Senioren, Frauen und Jugend ernannt. Ende Juni 2024 wurde sie von Bundesministerin Lisa Paus (Bündnis 90/Die Grünen) in den einstweiligen Ruhestand versetzt.

### Ehrenamt
Margit Gottstein ist seit 1985 Mitglied bei Amnesty International, arbeitete dort in der Asylgruppe Berlin mit und war von 1988 bis 1990 Mitglied des Vorstandes der deutschen Sektion sowie von 1997 bis 1999 Mitglied des Internationalen Komitees für Mandatsfragen.
Sie ist Mitglied des Stiftungsrats der Stiftung Menschenrechte, Mitglied des Aufsichtsrats der Regionalwert AG Berlin Brandenburg sowie Vorständin der TuWas Stiftung.

## Veröffentlichungen (Auswahl)
- Die rechtliche und soziale Situation von Flüchtlingsfrauen in der Bundesrepublik Deutschland vor dem Hintergrund frauenspezifischer Flucht- und Verfolgungssituationen. Zentrale Dokumentationsstelle d. Freien Wohlfahrtspflege für Flüchtlinge e. V., Bonn 1986.
- Tamilische Frauen in Sri Lanka – ein Länderbericht. Ed. Parabolis, Berlin 1990.